# ツバキ
ツバキ（椿、海柘榴）またはヤブツバキ（藪椿、薮椿、学名: Camellia japonica）は、ツバキ科ツバキ属の常緑樹。照葉樹林の代表的な樹木。花を観賞するため庭などに植えられるほか、薬用や食用にもなる有用植物である。

## 名称
和名ツバキの語源については諸説あり、葉につやがあるので「津葉木」とする説や、葉が厚いので「厚葉木」と書いて語頭の「ア」の読みが略されたとする説などがあり、いずれも葉の特徴から名付けられたとみられている。数多くの園芸品種が栽培されている一方で、日本においては海岸近くの山中や、雑木林に生える代表的な野生種をヤブツバキとよんでいる。
植物学上の種（標準和名）であるヤブツバキ（学名: Camellia japonica）の別名として、一般的にツバキと呼んでおり、またヤマツバキ（山椿）の別名でも呼ばれる。日本内外で近縁のユキツバキから作り出された数々の園芸品種、ワビスケ、中国大陸・ベトナム産の原種や園芸品種などを総称的に「椿」と呼ぶが、同じツバキ属であってもサザンカを椿と呼ぶことはあまりない。なお、漢字の「椿」は、中国では霊木の名で、ツバキという意味は日本での国訓である。ヤブツバキの中国植物名（漢名）は、紅山茶（こうさんちゃ）という。
「椿」の字の音読みは「チン」で、椿山荘などの固有名詞に使われたりする。なお「椿」の原義はツバキとは無関係のセンダン科の植物チャンチン（香椿）であり、「つばき」は国訓、もしくは、字形が偶然一致した国字である。歴史的な背景として、日本では奈良時代に編まれた『出雲風土記』（733年）に既に「椿」が用いられている。その他、多くの日本の古文献に出てくる。ツバキの古名はカタシである。
ツバキは『万葉集』に九首みられるが、「椿」だけではなく「海石榴」「都婆伎」「都婆吉」とも記されている。『万葉集』に「八峯乃海石榴（やつをのつばき）」（巻十九の四一五二）と「夜都乎乃都婆吉（やつをのつばき）」（巻二十の四四八一）とあり、どちらも八峯（やつを）のツバキを指すことから両者の比較によって「海石榴」をツバキと読むことがわかる。ツバキは日本原産の植物で、油がとれることは良く知られている。かつて遣唐使はこの油をもって渡海した。中国において海という字がつく植物は海外からもたらされたものを指すことが多いため、「海石榴」という表記は中国でつくられた可能性も考えられる。
英語では、カメリア・ジャポニカ (Camellia japonica) と学名がそのまま英語名になっている珍しい例である。江戸時代の17世紀、欧米で江戸幕府と唯一国交を保っていたオランダの商館員エンゲルベルト・ケンペルがその著書で初めてこの花を欧州に紹介した。後に、18世紀にイエズス会の助修士で植物学に造詣の深かったゲオルク・ヨーゼフ・カメルはスペイン領フィリピンでこの花の種を入手して欧州に紹介した。その後、有名なカール・フォン・リンネがこのカメルにちなんで、椿の属名にカメリアという名前をつけ、ケンペルの記載に基づき「日本の」を意味するジャポニカの名前をつけた。

## 分布・生育地
日本原産。メジロなどの野鳥に蜜を吸わせ、花粉を受け渡す鳥媒花である。日本では本州（青森県夏泊半島以南）、四国、九州、南西諸島、日本国外では朝鮮半島南部と中国大陸、台湾が知られる。本州中北部にはごく近縁のユキツバキがあるが、ツバキは海岸沿いに青森県まで自然分布し、ユキツバキはより内陸標高の高い位置にあって住み分ける。主に海沿いや山地に自生する。北海道の南西部でも、各所の寺院や住宅に植栽されたものを見ることができる。自生北限地帯の青森県夏泊半島、秋田県男鹿半島の群落は、天然記念物に指定されている。

## 形態・生態
常緑性の低木から小高木で、普通は高さ5 - 10メートル (m) 前後になり、高いものでは樹高15 mにもなる。ただしその成長は遅く、寿命は長い。樹皮は黄褐色や淡灰褐色でなめらかであり、灰白色の模様があり、時に細かな突起がまばらに出る。枝はよく分かれて茂る。若い枝は褐色で無毛である。冬芽は互生する葉の付け根にでき、花芽は丸くて大きく、葉芽は小さな長楕円形で細く先端はとがり、円頭の鱗片が折り重なる。鱗片の外側には細かい伏せた毛がある。鱗片は枝が伸びると脱落する。
葉は互生し、長さ5 - 12センチメートル (cm) 、幅4 cmほどの楕円形から長楕円形で、先端は短く尖り、基部は広いくさび形、葉縁には細かい鋸歯が並ぶ。葉質は厚くて固く、表面は濃緑色でつやがあり、裏面はやや色が薄い緑色で、葉身・葉柄ともに無毛である。
花期は冬から春（2月 - 4月）で、早咲きのものは冬さなかに咲く。花は紅色あるいは紅紫色の5弁花で、枝の先の葉腋から1個ずつ下向きに咲かせる。花弁は長さ3 - 5 cmで半開きに筒状に咲き、平らには開かない。1枚ごとに独立した離弁花だが、5枚の花弁と多くの花糸のつけ根が合着した筒形になっていて、散るときは花弁と雄しべが一緒に落花する。
果実は球形で、9 - 11月に熟し、実が3つに裂開して、中から2 - 3個の黒褐色の種子が出てくる。冬も裂開した分厚い果皮が樹の下に見られる。
- 樹皮
- 葉と花
- 果実

### サザンカとの見分け方
ツバキ（狭義のツバキ。ヤブツバキ）とサザンカはよく似ているが、ツバキは若い枝や葉柄、果実は無毛であるのでサザンカとは区別がつく。また次のことに着目すると見分けることができる。ただし、原種は見分けやすいが、園芸品種は多様性に富むので見分けにくい場合がある。
- ツバキは花弁が個々に散るのではなく萼と雌しべだけを木に残して丸ごと落ちるが（花弁がばらばらに散る園芸品種もある）、サザンカは花びらが個々に散る[25]。
- ツバキは雄しべの花糸が下半分くらいくっついているが、サザンカは花糸がくっつかない。
- ツバキは、花は完全には平開しない（カップ状のことも多い）。サザンカは、ほとんど完全に平開する。
- ツバキの子房には毛がないが（ワビスケには子房に毛があるものもある）、サザンカ（カンツバキ・ハルサザンカを含む）の子房には毛がある。
- ツバキは葉柄に毛が生えない（ユキツバキの葉柄には毛がある）。サザンカは葉柄に毛が生える。
- ツバキの花期は早春に咲くのに対し、サザンカは晩秋から初冬（10 - 12月）にかけて咲く[27]。

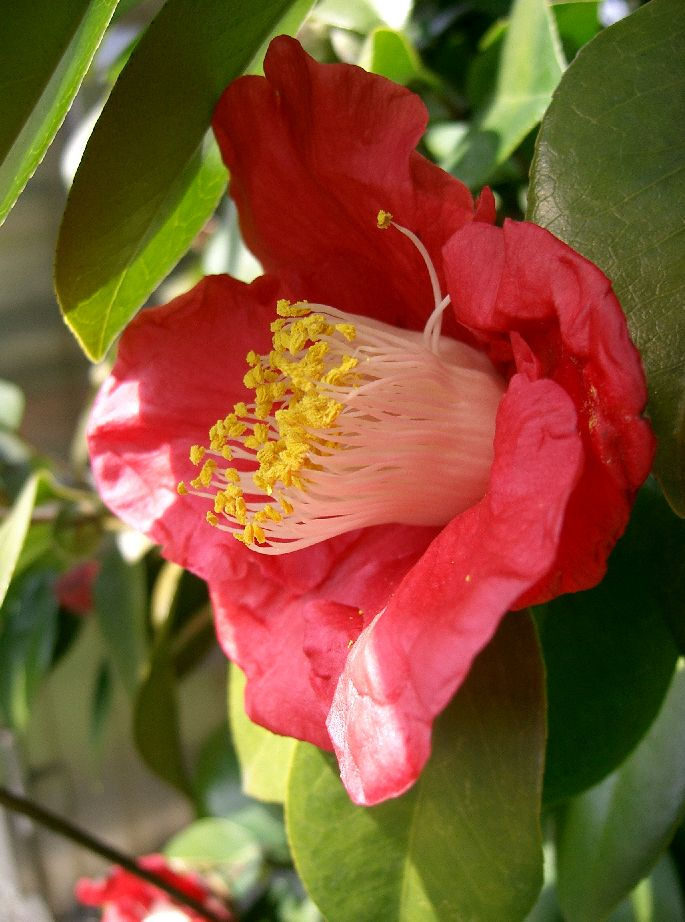
ツバキ
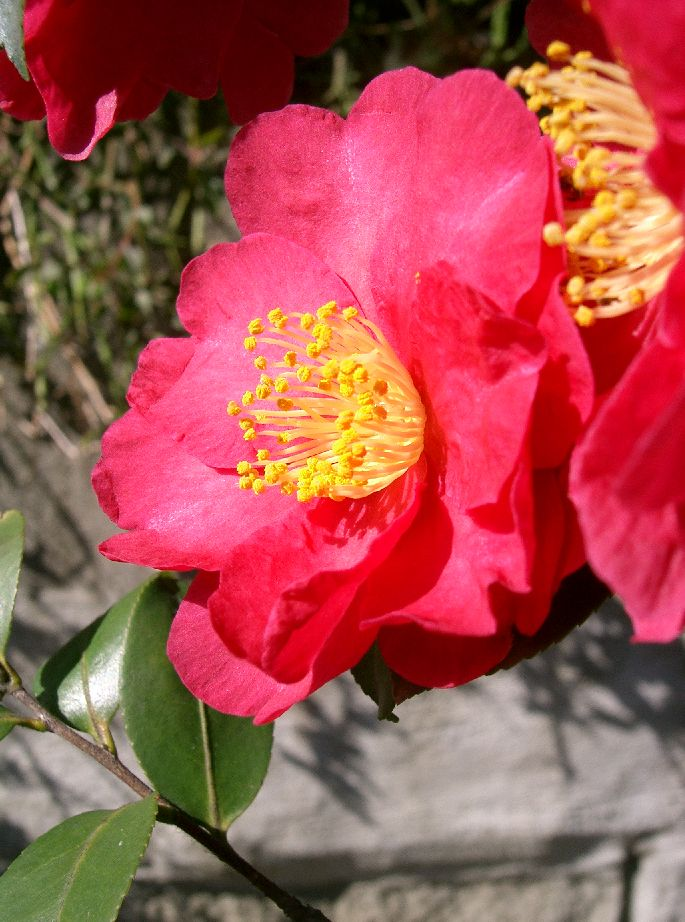
サザンカ（カンツバキ）

## 下位分類
琉球列島から台湾のものをタイワンヤマツバキあるいはホウザンツバキ（C. j. subsp. hozanensis）としたこと、あるいは屋久島のものは果実が大きく果肉が厚いことからリンゴツバキ（C. j. var. macrocarpa）として分けたこともあるが、それぞれに中間型もあり、分けないことも多い。
島根県以北の日本海側山地の多雪地帯には近縁種のユキツバキ（Camellia rusticana）があり、種内変異として変種（C. j. var. rusticanaなど）ないし亜種（C. j. subsp. rusticana）とされたこともある。ユキツバキは高さ2 mほどで、開花は雪が消える4月下旬から5月ごろになる。

## 園芸品種
ヤブツバキは園芸品種の母種でもあり、他家受粉で結実するため、また近縁のユキツバキなどと容易に交配するために花色・花形に変異が生じやすいことから、古くから選抜による品種改良が行われてきた。江戸時代には江戸の将軍や肥後、加賀などの大名、京都の公家などが園芸を好んだことから、庶民の間でも大いに流行し、江戸、上方（京都）、加賀、中京、肥後などの地域ごとに育成された品種が作られた。
なお、「五色八重散椿」（ごしきやえちりつばき）のように、ヤブツバキ系でありながら花弁がバラバラに散る園芸品種もある。
散る性質は、サザンカから交雑種のハルサザンカを介して浸透交雑した物と思われる。
17世紀に日本から西洋（欧米）に伝来すると、冬にでも常緑で、日陰でも花を咲かせる性質が好まれ、大変な人気となり、西洋の美意識に基づいた豪華な花をつける品種が、現在に至るまで作出されている。
花色は赤色と白色があり、それぞれ紅椿、白椿と呼ばれるほか、作出されたツバキには一重咲きから八重咲き、斑入りの品種もあり、その数は極めて多数ある。
ワビスケ（侘助）は茶花としてよく知られているが、ワビスケツバキ品種群は太郎冠者（有楽椿）の子孫から成立し、太郎冠者は中国南部原産のCamellia pitardii var. pitardiiと、日本のヤブツバキを花粉親とする交雑種であることが葉緑体DNA解析などで示されている。

### 園芸品種の古木
| 品種名             | 名称                 | 推定樹齢 | 場所           |
| ------------------ | -------------------- | -------- | -------------- |
| 太郎冠者（有楽椿） | 日の出椿             | 約500年  | 栃木県佐野市   |
| 太郎冠者（有楽椿） | 樅木尾有楽椿         | 約500年  | 宮崎県西都市   |
| 五色八重散椿       | 館ヶ浴の五色八重散椿 | 約600年  | 山口県下関市   |
| 五色八重散椿       | 金正寺の五色八重散椿 | 約500年  | 島根県松江市   |
| 散り椿             | 長楽寺の散り椿       | 約500年  | 兵庫県豊岡市   |
| 五色椿             | 宝蔵院の源平五色の椿 | 約600年  | 神奈川県横浜市 |

### 花容による品種

#### 花色
- 白斑：星斑、雲状斑、横杢斑
- 覆輪：白覆輪、紅覆輪、底白

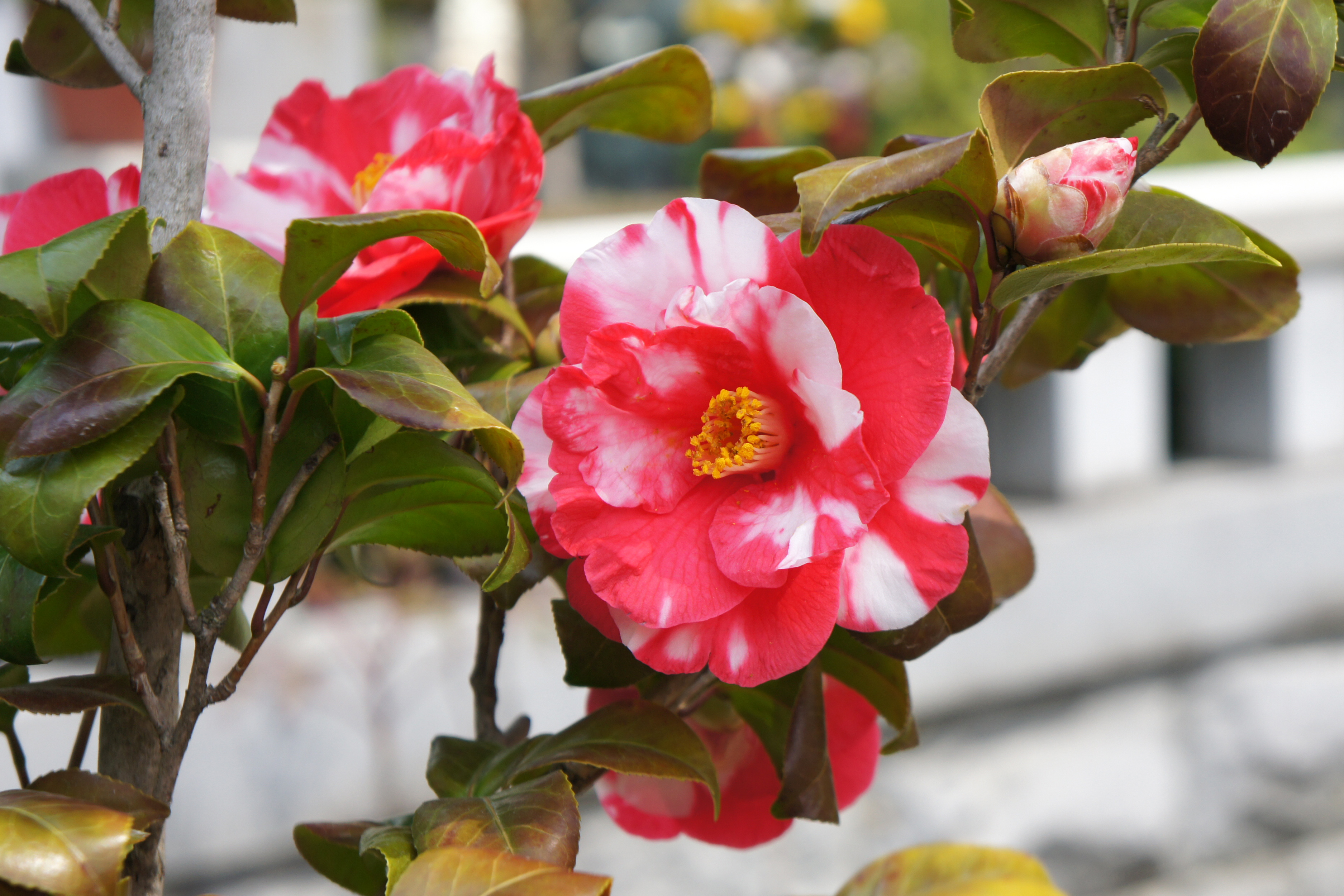
白斑の例

- 絞り：吹きかけ絞り、小絞り、縦絞り、紅白絞り

#### 花形

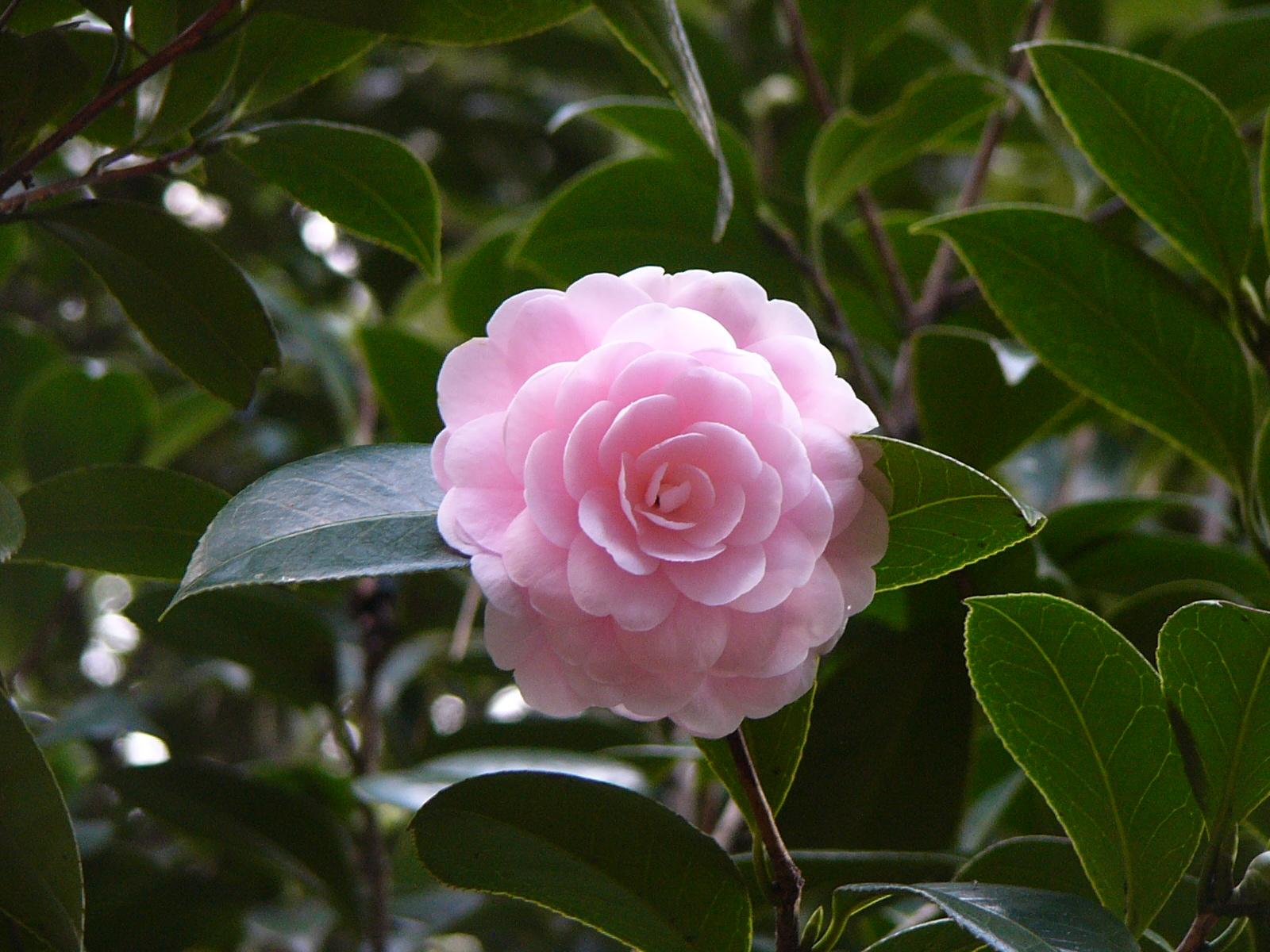
千重咲きの例

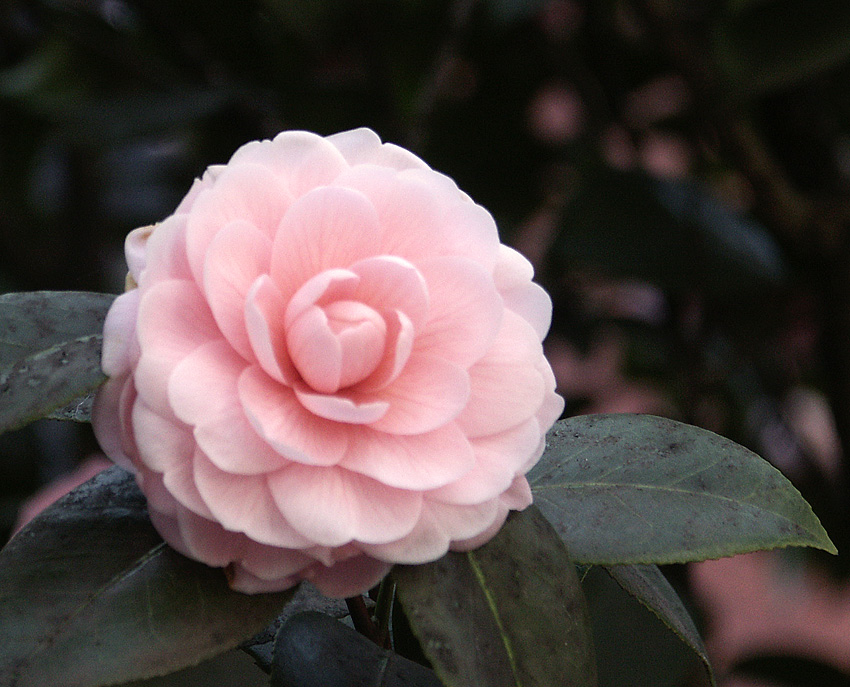
千重咲きの例。乙女椿（オトメツバキ）

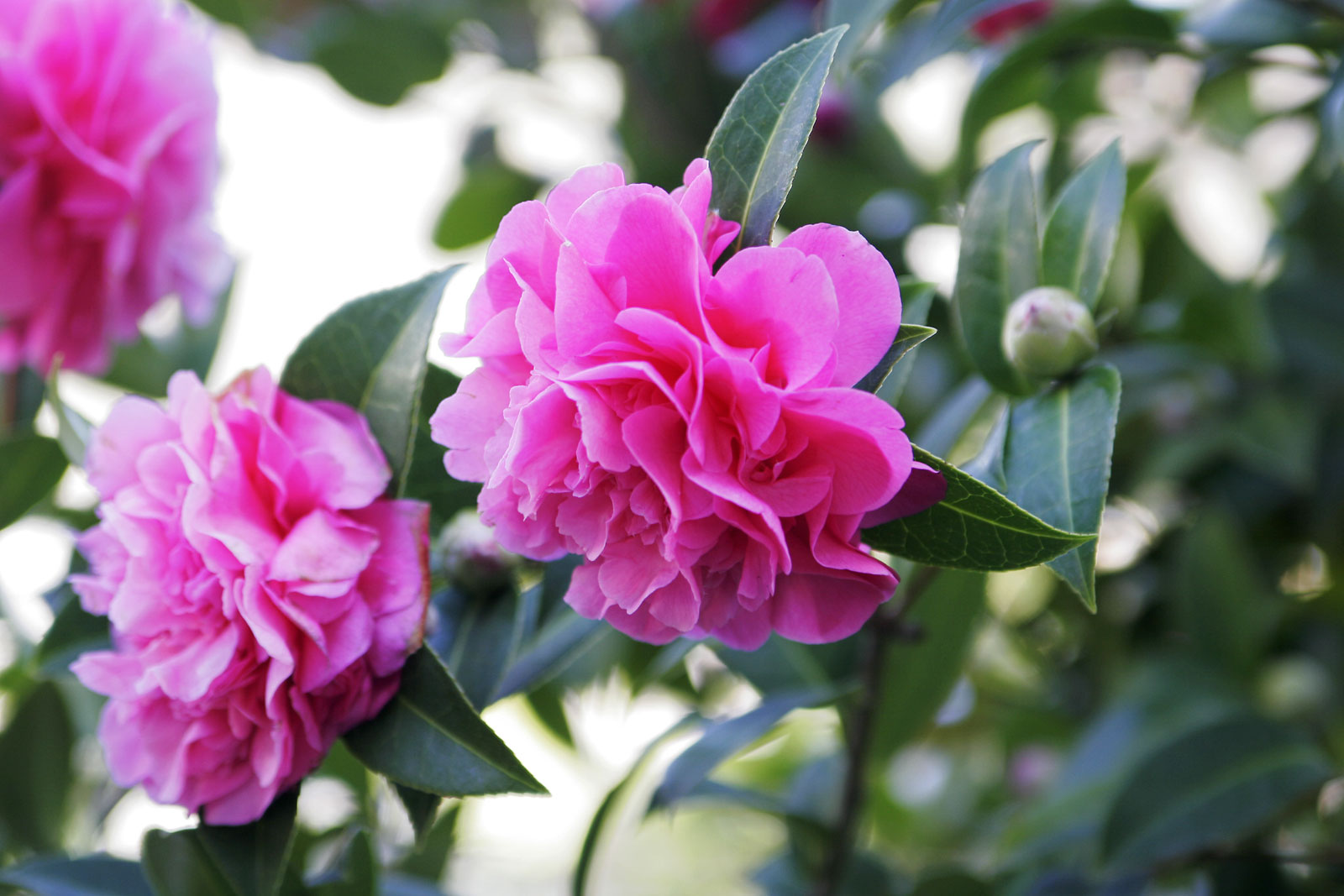
獅子咲きのツバキ

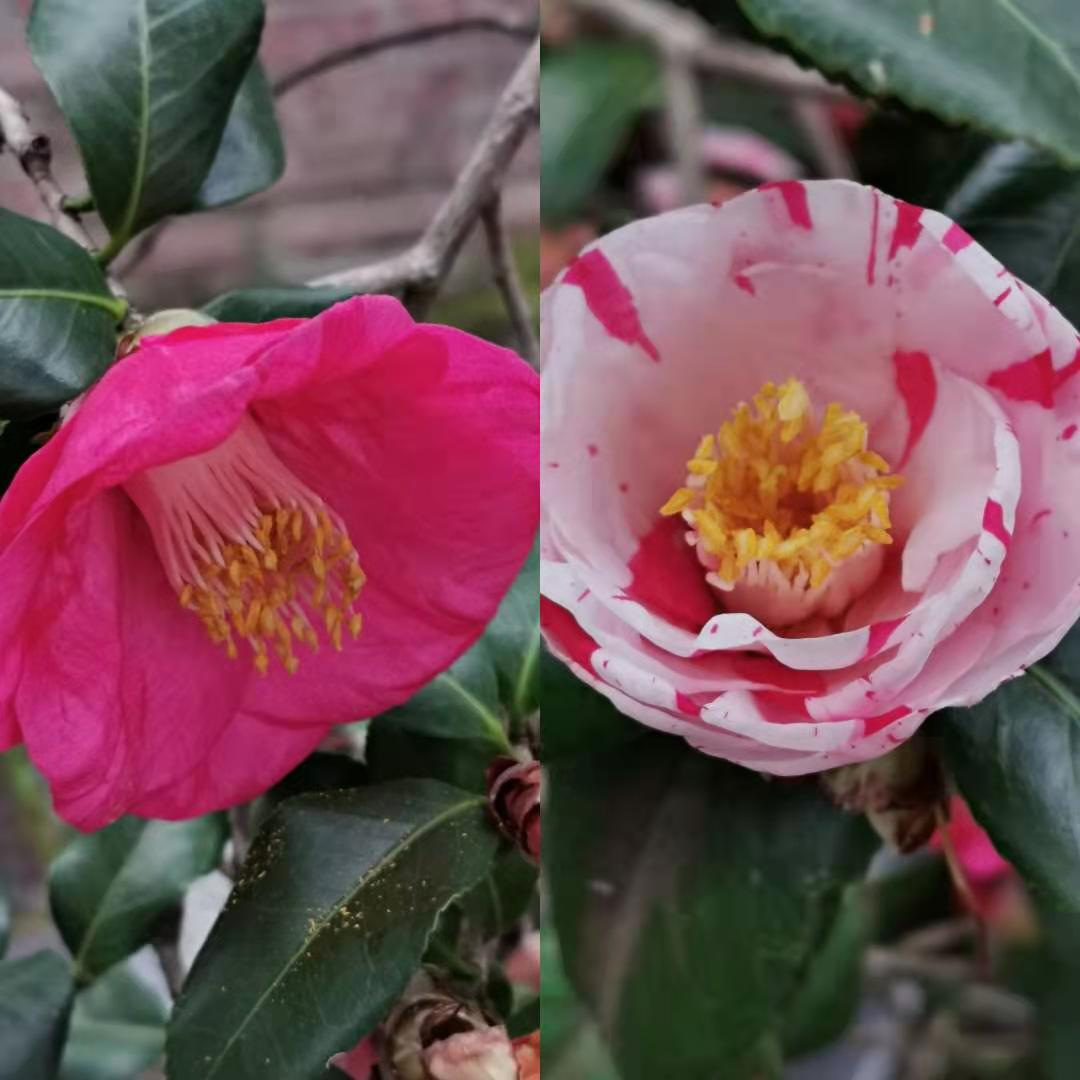
蝦夷錦 'Ezo-nishiki'

- 一重咲き：猪口咲き、筒咲き、抱え咲き、百合咲き、ラッパ咲き、桔梗咲き、椀咲き、平開咲き
- 八重咲き：唐子咲き、八重咲き、千重咲き、蓮華咲き、列弁咲き、宝珠咲き、牡丹咲き、獅子咲き

#### 花の大きさ
- 極大輪：13 cm以上
- 大輪：10 - 12 cm
- 中輪：7 - 9 cm
- 小輪：4 - 6 cm
- 極小輪：4 cm以下

### 地域による品種
江戸のツバキ
江戸幕府が開かれると、江戸に多くの神社、寺院、武家屋敷が建設された。それに伴い多くの庭園が営まれ、ツバキも植栽されていった。ことに徳川秀忠が吹上御殿に花畑を作り、多くのツバキを含む名花を献上させた。これが江戸ツバキの発祥といわれる。『武家深秘録』の慶長18年には「将軍秀忠花癖あり名花を諸国に徴し、これを後吹上花壇に栽（う）えて愛玩す。此頃より山茶（ツバキ）流行し数多の珍種をだす」とある。権力者の庇護をうけて、ツバキは武士、町人に愛されるようになった。全国の様々なツバキが集まった他、江戸近辺の染井村で植木屋の伊兵衛が品種改良に取組み、現在にもつながる多数の品種が生まれた。伊兵衛やその子孫はツバキ栽培の指南書も出した。江戸ツバキは花形、花色が豊富で、洗練された美しさをもつ、一重では清楚な「蝶千鳥」「関東月見草」「蜀紅」、唐子咲きでは「卜伴」。八重では蓮華咲きの「羽衣」「春の台」「岩根絞」など。
上方のツバキ
古来、都が置かれた上方でもツバキは古くから愛玩されてきた。ことに江戸期には徳川秀忠の娘東福門院和子を中宮として迎えた後水尾天皇や誓願寺の安楽庵策伝などの文化人がツバキを蒐集した。寛永7年（1630年）には安楽庵策伝によって『百椿集』を著した。さらに寛永11年には烏丸光広によって『椿花図譜』が著され、そこには619種のツバキが紹介されている。現在でも京都周辺の神社仏閣には銘椿が多い。品種としては「五色八重散椿」「曙」「菱唐糸」など。上方のツバキは変異の多いユキツバキが北陸地方から導入されたことと、京都、大坂の人々の独自の審美眼によって選抜されたことに特色がある。
尾張のツバキ
江戸時代より名古屋を中心に育成されてきた品種群は、一重、筒咲き（または抱え咲き、椀咲き）、小中輪の茶花向きのものが多いのが特徴である。「関戸太郎」「窓の雪」「紅妙蓮寺」「大城冠」などがあるほか、名古屋好みの豊満な花容のものもある。近隣の三河、伊勢、美濃のものとあわせて「中部ツバキ」とも呼ばれている。
加賀のツバキ
北陸各地に誕生したユキツバキ系の品種の京都の中継地として、この地は園芸の隆盛の大きな役割を果たした。茶の湯のさかんな土地柄ゆえに茶花向けの品種が多く、旧家の庭に多くの銘木がある。代表的な品種には「東方朔」「ことじ」「祐閑寺名月」などがある。
富山、越後のツバキ
ユキツバキの自生地であることから、変化に富んだ選抜品種や、ヤブツバキとの交配によるユキツバキ系の品種が古くから栽培されてきた。氷見市老谷の「さしまたの椿」のような巨木も多い。代表的な品種に「大日の暁」「雪白唐子」「栃姫」「千羽鶴」など。
山陰のツバキ
「つばきのふるさと」と言われるほどの自生地の多い地域である。古くから品種改良が盛んで、ことに江戸期松江藩がおかれてから盛んになり松平不昧は各地からツバキを集めた。萩から松江にかけて清楚な一重咲きが作られ愛好されている。代表的な品種は「花仙山」「意宇（おう）の里」「角（すみ）の光」など。
久留米のツバキ

肥後のツバキ
肥後椿（ひごつばき）は、肥後・熊本藩の大名だった細川家にて育種・保存されていた系統で、かつては門外不出であったが、現在では苗木が販売され、愛好者が多い。鉢植え・盆栽として栽培され、花は大輪一重で、梅蕊（ばいしん）咲きという花形で、花の中心から多数のおしべが放射状に広がり、赤・白・ピンクやその絞り咲きの花の色と、黄色のおしべとのコントラストが非常に美しい。肥後六花の一つ。

## 利用

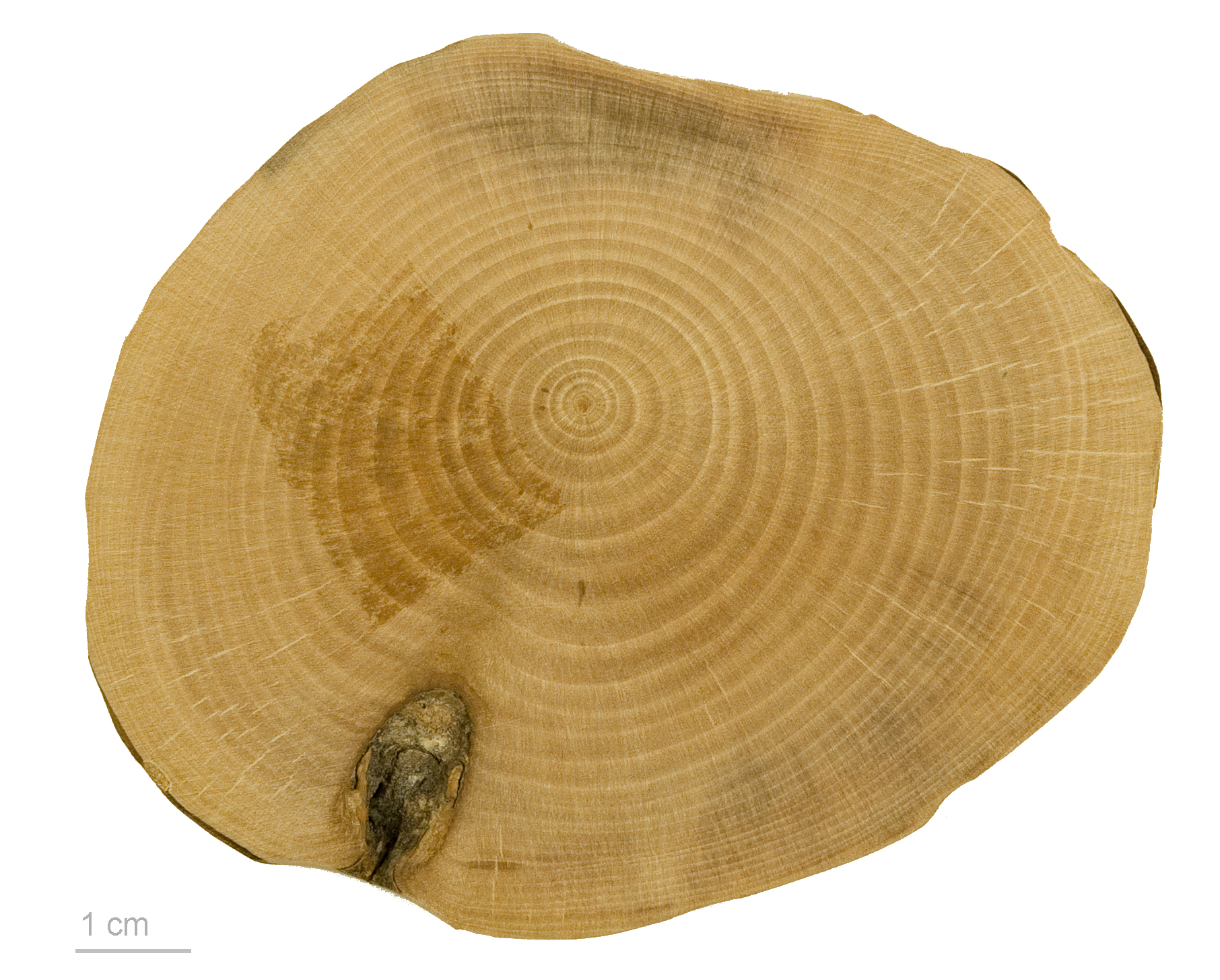
Camellia japonica

庭木に良く植えられ、種子からとれる椿油は上質で、整髪用や養毛剤に用いる。材木としては堅く緻密で、ツゲ材と同様に木具材や細工物に使われる。燃やした後の木灰は、紫根染の媒染剤になる。
植栽
庭木として良く植えられ、住宅等の植栽では防音の機能を有する樹種（防音樹）として知られる。植栽適期は、3 - 4月上旬、6月下旬 - 7月上旬、9月とされる。日当たりが良く乾燥した場所は好まない性質で、やや湿った半日陰に植栽する。土壌の質は砂壌土で、そこに根を深く張る。施肥は1月 - 3月上旬と5月下旬 - 7月に、剪定は2月下旬 - 3月と5月、8月に行う。
材木
ツバキは生長すると樹高20 mほどになるが、日本のツバキの大木はほとんど伐採され、最後の供給地として屋久島からも切り出されたが、現在では入手の難しい材である。大木は入手しにくいので、建築用にはあまり使われない。木質は固く緻密、かつ均質で、木目は余り目立たない、摩耗に強くて摩り減らない等の特徴から、工芸品、細工物などに使われる。代表的な用途は印材や将棋の駒、櫛、楽器、そろばんの玉などである。近年は合成材料の判子が多くなったが、椿材は、ツゲ材に次ぐものとして、安価な印鑑などに利用されていた。平成20年度（2008年度）税制改正により、法人税等の「減価償却資産の耐用年数等に関する省令」が改正され、別表第四「生物の耐用年数表」によれば、2008年4月1日以後開始する事業年度にかかるつばき樹の法定耐用年数は25年となった。
木灰
日本酒の醸造には木灰が必要で、ツバキの木灰が最高とされている。また、アルミニウムを多く含むことから、古くは紫根染の媒染剤として、染色用にも用いられた。しかし、ツバキが少ないため、灰の入手は難しい。
木炭
ツバキの木炭は品質が高く、昔は大名の手焙りに使われた。
椿油
椿油は、種子（実）熱を加えずに押しつぶして搾った油で、「東の大島、西の五島」の名産品としてもよく知られている。高級食用油、機械油、整髪料、養毛剤として使われるほか、古くは灯りなどの燃料油としてもよく使われた。ヤブツバキの種子から取る油は高価なため、同じくツバキ属の油茶などから搾った油もカメリア油の名で輸入されている。また、搾油で出る油粕は川上から流して、川魚、タニシ、川えび等を麻痺させて捕獲する毒もみ漁に使われた。

### 薬用
花を山茶花（さんちゃか）、葉を山茶葉（さんちゃよう）、果実を山茶子（さんちゃし）と称して薬用にする。花は天日乾燥して生薬にし、葉は随時採って生を用い、果実は圧搾して油を採る。葉のエキスが止血薬になる。
葉にはタンニンとクロロフィル（葉緑素）などが、花にはアントアチニン、ユゲノール、ブドウ糖、果糖、蔗糖、マルトースなどを含む。また種子には、オレイン酸、パルミチン酸、ステアリン酸、配糖体のカメリン、カメリアサポニンなどを含む。タンニンは収斂作用、クロロフィルには肉芽の発生作用があることから傷薬に用いられ、花は滋養保健、種子から採れる椿油は精製して育毛剤、軟膏基剤の原料に使われる。
民間療法では、切り傷、腫れ物に花や生葉を揉んだり、かみつぶしてつけたり、蒸し焼きした生葉に椿油をつけて冷ました後に患部につける。花を干したものを細かく刻み、小さじ1杯ほどをカップに入れて熱湯を注いで、蜂蜜などで調味したものを飲むと、滋養保健や便通に役立つとされる。椿油は昔から養毛料として使われていたもので、洗髪に使うとサポニンが汚れを落として、頭部にできた湿疹、かぶれに良く、養毛に役立つ。

### 食用
花を採って、根元側から甘い蜜を吸うことができる。花は食用にでき、採取時期は暖地が2 - 3月、寒冷地で3 - 4月ごろか適期とされ、6分から7分咲きの花を摘み取って利用する。食味は花にかすかな甘味があるが、渋みが強い。ごみや萼の部分を取り去ってから、生のまま丸ごと天ぷらにすると、花蜜由来の甘味がある。また、さっと茹でて水にさらし、おひたしや酢の物にしたり、花芯をとって花びらだけをさっと湯通しして、花の色がやや黒ずむが甘酢漬けにする。

### 花以外の観賞
ツバキは葉や枝も観賞の対象になる。

#### 葉

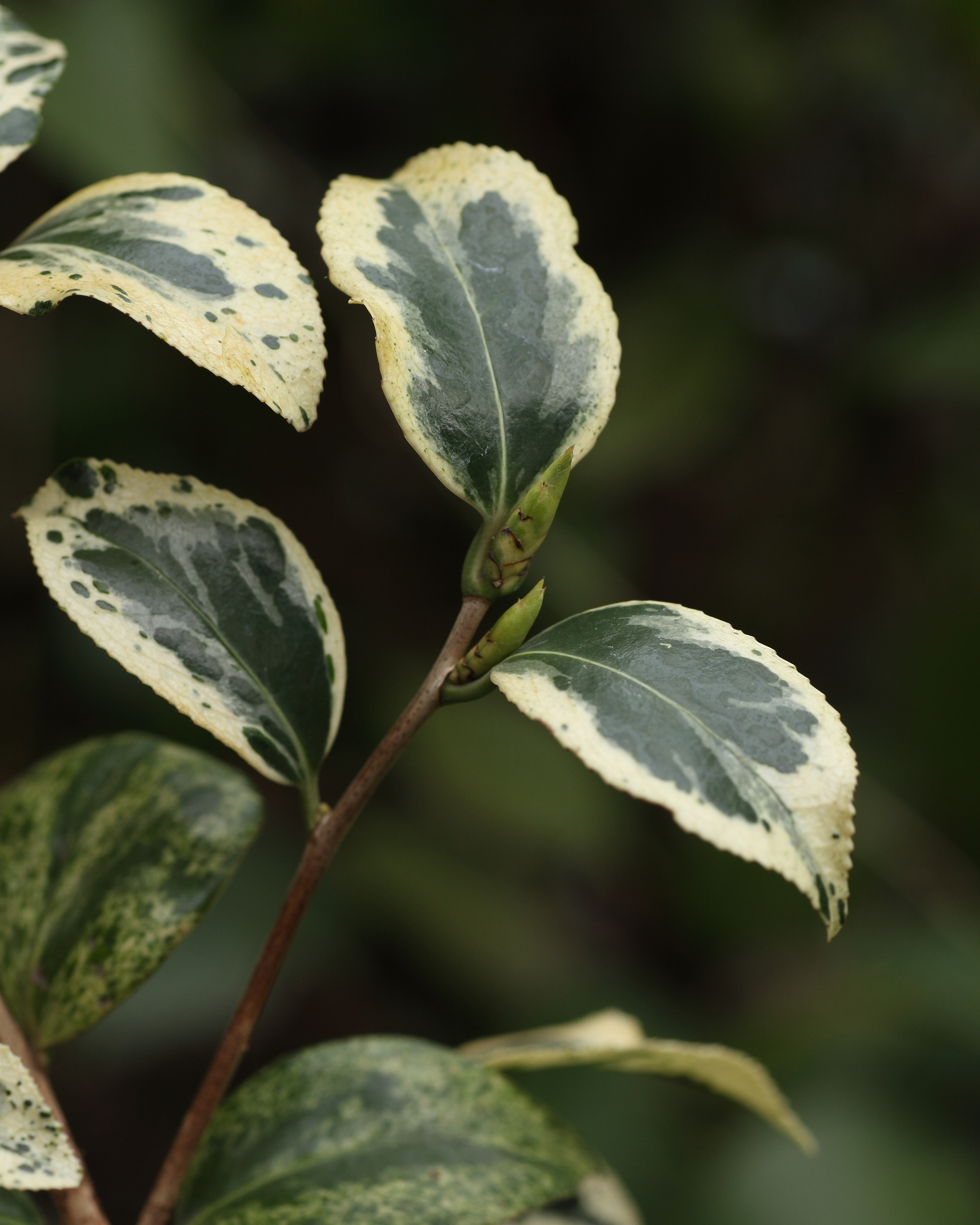
斑入りの園芸品種「越の吹雪」。覆輪または散り斑が入る

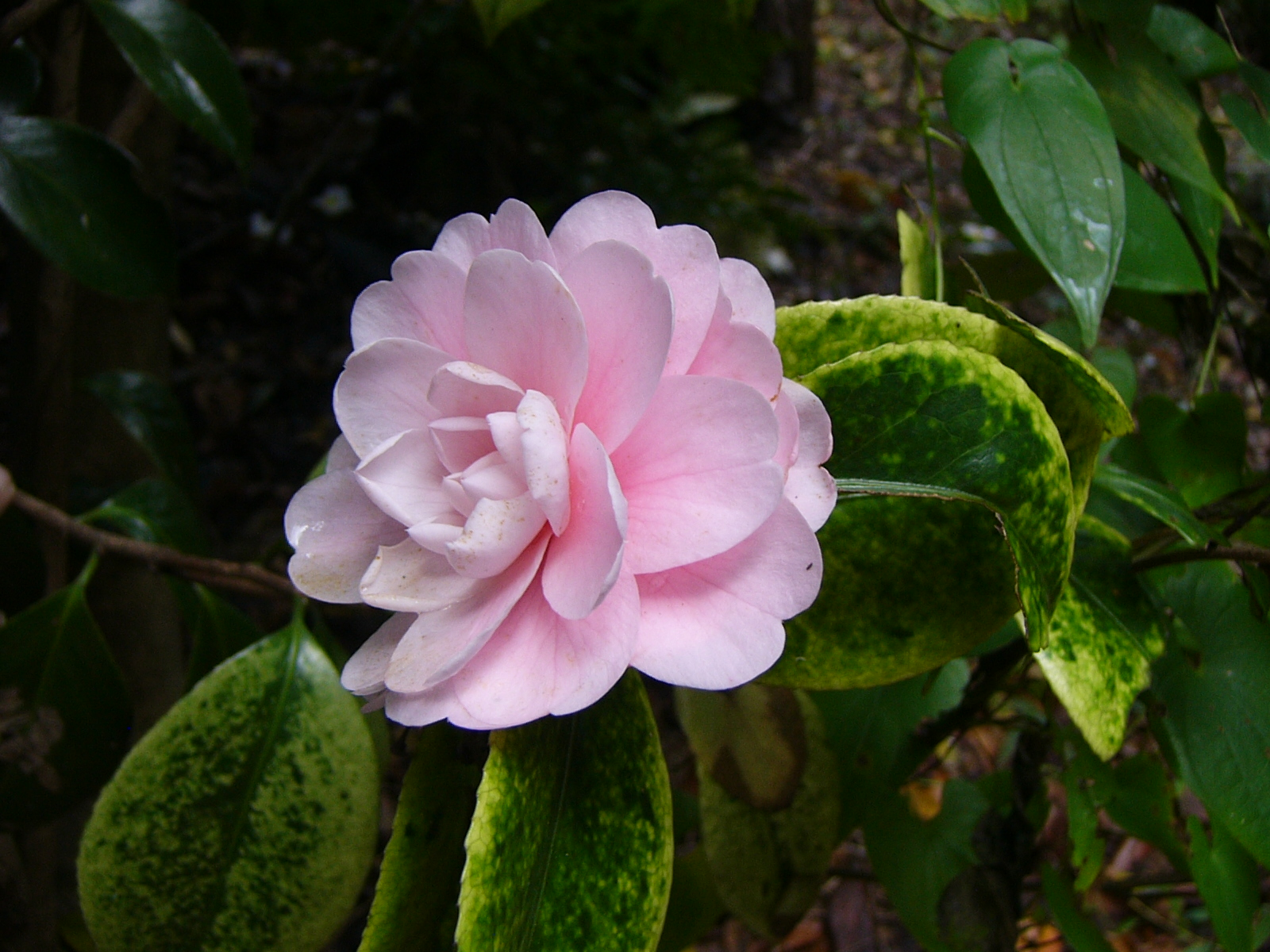
ウイルス斑の例

江戸時代には好事家たちが、葉の突然変異を見つけ出し、選抜育成して観賞した。
- 錦魚葉（金魚葉と書かれることもある）
- 梵天葉
- 百合葉、孔雀葉
- 鋸葉、柊葉、やすり葉、銀葉などの鋸歯の鋭い細葉
- 斑入り（ウイルスの感染により葉に斑のような模様が入ることもあるが、ツバキ園芸においてはこれは園芸品種として区別されていない）
- 弁天葉
- 盃葉
- 桜葉・枇杷葉

#### 枝
- 雲龍（三河雲龍、三原雲龍、紀州雲龍など）
- 枝垂れ（孔雀椿など）

## 文化

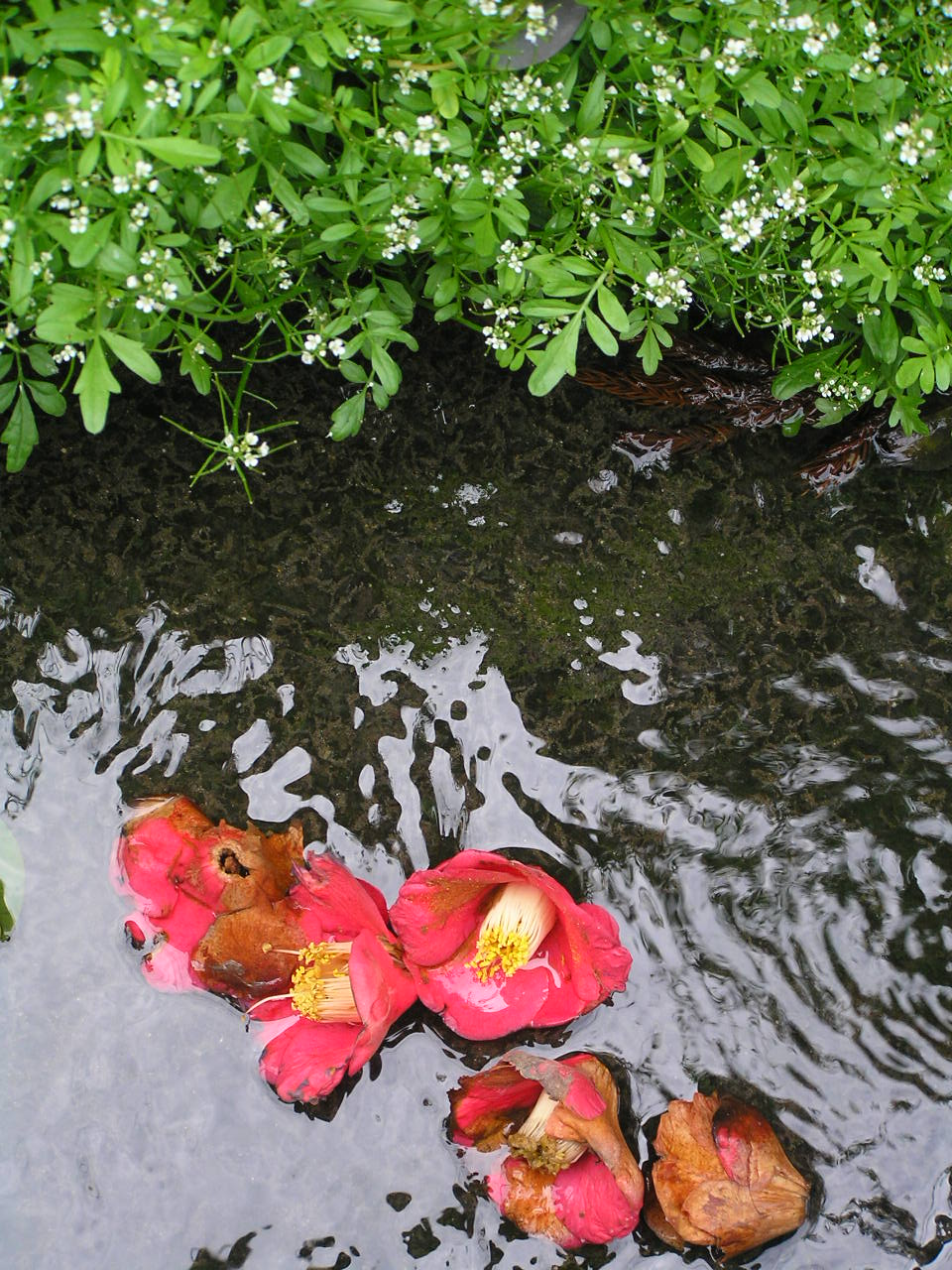
水路の落椿

ツバキの花は古来から日本人に愛され、『万葉集』のころからよく知られ、京都市の龍安寺には室町時代のツバキが残っている。
茶道でも大変珍重されており、冬場の炉の季節は茶席が椿一色となることから「茶花の女王」の異名を持つ。美術や音楽の作品にもしばしば取り上げられている。
ツバキの花は花弁が基部でつながっており、多くは花弁が個々に散るのではなく、萼を残して丸ごと落ちる。それが、人の首が落ちる様子を連想させるために忌み、日本においては屋敷内に植えない地方があったり、病人のお見舞いに持っていくことはタブーとされている。この様は古来より落椿（おちつばき）とも表現され、俳句においては春の季語である。
「花椿」は春の季語であるが、「寒椿」「冬椿」は冬の季語。
ツバキの花言葉は、「理想の愛」「謙遜」である。

### 歴史
縄文時代の遺跡鳥浜貝塚にて、ヤブツバキを加工した赤色漆塗櫛(約6,100 cal BP)が出土している。
その他にも杭、石斧の柄、魚掛用尖り棒、板、棒などの様々な加工品が出土している。
ツバキは『日本書紀』において、その記録が残されている。景行天皇が九州で起こった熊襲の乱を鎮めたおり、土蜘蛛に対して「海石榴（ツバキ）の椎」を用いた。これはツバキの材質の強さにちなんだ逸話とされており、正倉院に納められている災いを払う卯杖もその材質に海石榴が用いられているとされている。733年の『出雲風土記』には「海榴」「海石榴」「椿」という文字が見受けられる。しかし、これらが現在のツバキと同一のものであるかについては議論の余地がある。
『万葉集』において、ツバキが使用された歌は9首ある。
奈良県御所市の阿吽寺は、聖徳太子が建立した巨勢寺の子院で、近辺に椿が多いことから山号を玉椿山という。飛鳥時代、持統天皇が巨勢寺に立ち寄った際に、坂門人足が詠んだとされる「巨勢山の つらつら椿 つらつらに 見つつ偲はな 巨勢の春野を」の万葉歌碑が境内に建てられている。
サクラ、ウメといった材料的な題材と比較すると数は多くない。『源氏物語』においても、「つばいもち」として名が残されている程度であり、室町時代までさほど芸術の題材として注目された存在ではなかった。しかし、風雅を好む足利義政の代になると、明から椿堆朱盆、椿尾長鳥堆朱盆といった工芸品を数多く取りよせ、彫漆、螺鈿の題材としてツバキが散見されるようになった。また、豊臣秀吉は茶の湯にツバキを好んで用い、茶道においてツバキは重要な地位を占めるようになる。江戸時代に入るとさまざまな花が観賞の対象になったが、椿も例外ではなかった。二代将軍徳川秀忠がツバキを好み、そのため芸術の題材としてのツバキが広く知られるようになった。この時期、伝狩野山楽筆『百椿図』(根津美術館所蔵)が描かれた。これは数ある品種の椿をそれぞれフラワーアレンジメントのように描き、それらに烏丸光広、林羅山、水戸光圀ら公家、儒学者、大名といった文化人たちが漢詩、和歌の賛を書き添えた絵巻物である。以後、絵画、彫刻、工芸品のモチーフとしてツバキが定着する。ツバキの栽培も一般化し、園芸品種は約200種にも及んだ。
西洋ヨーロッパでは17世紀末に園芸植物として紹介された。19世紀、アレクサンドル・デュマ・フィスによる小説『椿姫』では、高級娼婦マルグリッドと青年アルマンの恋が描かれた。マルグリッドはいつも椿を身に着けているので「椿姫」と呼ばれる。この小説が発表された5年後、作曲家ジュゼッペ・ヴェルディによってオペラに仕立てあげられたことから、この物語は世界的に有名になった。なお、ヴェルディのオペラ椿姫は、1853年3月6日、ヴェネツィアのフェニーチェ劇場で初演されたが、準備不足等によって大失敗に終わった。この事は、『蝶々夫人』『カルメン』と共に、オペラ史上三大失敗などといわれているが、後に3作共大人気作になった。
現在、西洋で椿が園芸家に注目されたのは、ヤブツバキが花とともに、葉が常緑で地中海世界の樹木にはないツヤが見栄えすることが認められたのではないかとする説が言われている。

### 伝承
年を経たツバキは化けるという言い伝えが日本各地に残る。新潟県の伝説では、荒れ寺に現れる化け物の正体が椿の木槌であったり、島根県の伝説では、牛鬼の正体が椿の古根だったという話がある。

### 忌避
花がポトリと落ちる様子から、馬の世界においても落馬を連想させるとして、競馬の競走馬や馬術競技馬の名前としては避けられる。特に競馬では、過去にはタマツバキの様な名馬もいるが、1969年の第36回東京優駿（日本ダービー）で大本命視されたタカツバキが、スタート直後に落馬で競走中止するというアクシデントを起こして以降、ほとんど付けられることがなくなった。
武士は、打ち首により首が落ちる様子に似ていることを連想させることを理由にツバキを飾るのを好まなかった、という話もあるが、それは幕末から明治時代以降の流言であり、江戸時代に忌み花とされた記述は見付からない。1600年代初頭には多数の園芸品種が流行。1681年には，世界で初めて椿園芸品種を解説した書物が当時の江戸で出版される。

### 作品
- 音楽
  - 『椿尽し』地歌（箏曲）：松島勾当作曲。18世紀中頃・歌詞にツバキ22品種を詠み込んだ手事物曲。
  - 『玉椿』地歌（箏曲）：峰崎勾当作曲。18世紀後半。歌詞にツバキ16品種を詠み込んだ手事物曲。
  - 『雪椿』演歌：星野哲郎作詞、遠藤実作曲、斉藤恒夫編曲、小林幸子歌唱。1987年6月25日リリース。
- 映画
  - 『椿三十郎』：侍屋敷の泉水（遣水）に襲撃の合図として「椿」の花が流れてくる。
- 小説
  - 『椿姫』：主人公の恋の始まりに椿の花が重要な小道具として使われる。
  - 『人妻椿』小島正二郎
  - 『五瓣の椿』山本周五郎

### 切手
- 1961年（昭和36年）3月20日発売 10円 花切手シリーズ
- 1969年（昭和44年）10月26日発売 15円 第24回国民体育大会 ラグビー・大浦天主堂・ツバキ
- 1972年（昭和47年）5月20日発売 20円 国土緑化運動
- 1980年（昭和55年）10月1日発売 30円 普通切手
- 1994年（平成6年）1月28日発売 80円 四季の花シリーズ第4集　寒椿図（酒井抱一）
- 1997年（平成9年）4月10日発売 コイル切手、額面印字
  - 50円、80円、90円、120円、130円用　スズメ・イネ・ツバキ
  - 270円用 スズメ・モミジ・ツバキ
- 2001年（平成13年）6月1日発売 50円 ふるさと切手 東京の四季の花・木
- 2012年（平成24年）12月3日発売 50円と80円 ふるさと切手 季節の花シリーズ第4集

### 模造
プラスチックや布などで椿の花を象ったブローチ（一般にカメリアと呼ばれる）が作られ、女性の礼装で装飾として用いられる。

### 自治体の木・花
※ユキツバキおよびその園芸種のオトメツバキはユキツバキ参照。
州の花
- アメリカ合衆国アラバマ州

県の木
- 長崎県

市区町村の木・花
- 青森県：平内町(花)
- 岩手県：大船渡市 (花)、陸前高田市 (花)
- 秋田県：男鹿市 (花)
- 千葉県：館山市 (木)、木更津市 (木)、旭市 (花)
- 東京都：大島町 (木・花)
- 神奈川県：横浜市 (木)、川崎市 (木)、逗子市 (木)、二宮町 (木)、湯河原町 (木)
- 新潟県：上越市 (花)
- 富山県：富山市 (花木)
- 石川県：珠洲市 (花)、野々市市 (木・花)
- 岐阜県：垂井町 (花)
- 静岡県：伊東市 (木・花)
- 愛知県：豊橋市 (花)、瀬戸市 (花)、幸田町 (花)
- 三重県：尾鷲市 (花※ヤブツバキ)
- 京都府：京都市 (花)、八幡市 (花木)
- 大阪府：大阪市鶴見区 (花)
- 兵庫県：相生市 (木) 、上郡町 (木)
- 奈良県：斑鳩町 (花)
- 和歌山県：串本町 (木)
- 鳥取県：倉吉市 (木)
- 島根県：松江市 (花)
- 岡山県：里庄町 (木)
- 広島県：呉市 (花)、府中町 (花)
- 山口県：萩市 (花)
- 愛媛県：松山市 (花※ヤブツバキ)
- 高知県：土佐清水市 (花)
- 福岡県：大牟田市 (花※ヤブツバキ)、久留米市 (木※久留米ツバキ)、筑紫野市 (木)、大任町 (花)
- 佐賀県：上峰町 (木※ヤブツバキ)
- 長崎県：壱岐市 (花※やぶ椿) 、新上五島町 (木・花)
- 熊本県：熊本市 (花※肥後ツバキ)、 苓北町 (木)、 五木村 (花)
- 宮崎県：宮崎市 (花木)
- 鹿児島県：枕崎市 (木)、長島町 (木)

### 各地のツバキの名所
- 松前公園（北海道松前町）
- 椿山「特別天然記念物ツバキ自生北限地帯」（青森県東津軽郡平内町）
- 世界の椿館（岩手県大船渡市）
- 氷室椿庭園（神奈川県茅ヶ崎市）
- 伊豆大島（東京都大島町）
- 井口カイニョと椿の森公園（富山県南砺市）
- 南宮大社（岐阜県垂井町）
- 平岡八幡宮、霊鑑寺（京都府京都市）
- 舞鶴自然文化園（京都府舞鶴市）
- 浄安寺（京都府久御山町）
- 白毫寺（奈良県奈良市）
- 笠山椿群生林（山口県萩市）
- 椿自然園（徳島県阿南市）
- 足摺スカイライン（高知県土佐清水市）
- 地島（福岡県宗像市）
- 野母崎（長崎県長崎市）
- 五島列島（長崎県佐世保市、五島市、北松浦郡小値賀町、南松浦郡新上五島町）
- 椿の原生林（長崎県五島市久賀島）
- 城山公園（宮崎県延岡市）
- 椿山公園（宮崎県宮崎市）